# Thượng Nông
Thượng Nông là một xã thuộc tỉnh Tuyên Quang, Việt Nam.
Xã Thượng Nông có diện tích 52,91 km², dân số năm 2006 là 4.084 người, mật độ dân số đạt 77 người/km².